# Tsewang Rigzin

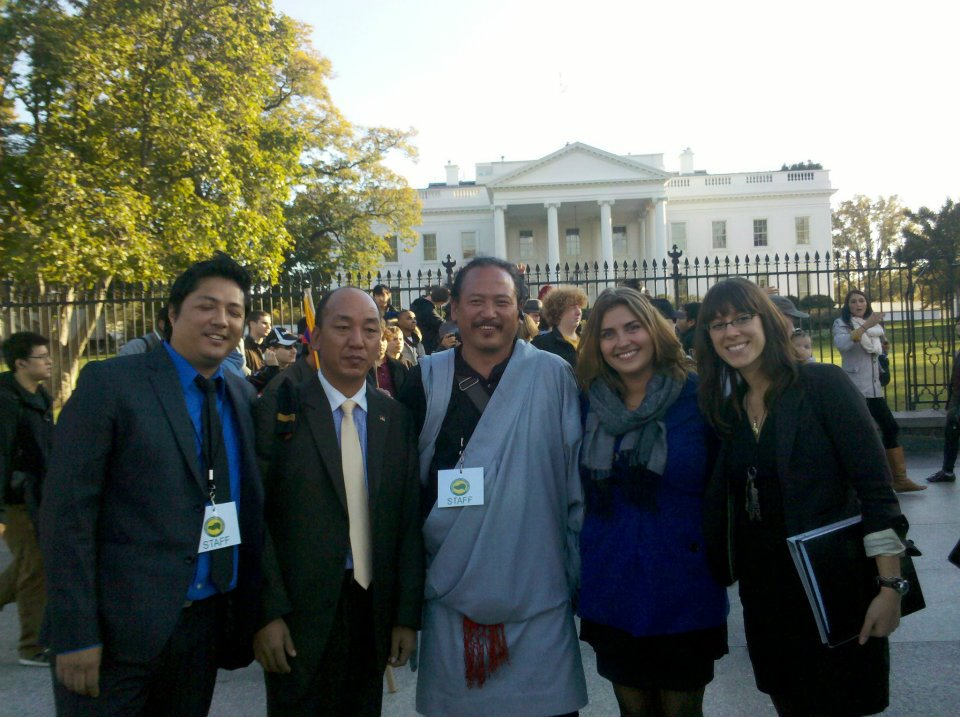
Tsewang Rigzin (tweede van links) in 2011

Tsewang Rigzin is de voorzitter van het Tibetaans Jeugdcongres (TYC). Het Tibetaans Jeugdcongres is een wereldwijde niet-gouvernementele organisatie met 30.000 leden van Tibetanen in ballingschap. Hij werd in september 2007 tot voorzitter gekozen en was ervoor voorzitter van afdeling Portland-Vancouver. In het dagelijks leven werkt hij bij een bank. Hij is onder meer te zien in de documentaire Tibet: 50 Years After the Fall uit 2009 van het regisseursduo Ritu Sarin en Tenzin Sönam.
Het TYC staat bekend als een radicale organisatie. De Chinese autoriteiten noemen het TYC een terroristische organisatie. Rigzin reageerde op de bewering dat de organisatie nooit geweld heeft gebruikt. Wel worden bijvoorbeeld hongerstakingen ingezet, zoals in 2009 voor de Chinese ambassade in Brussel.
Rigzin neemt een kritische houding aan tegen de geweldloze strategie van de middenweg van de veertiende dalai lama Tenzin Gyatso. Deze strategie gaat uit van een betekenisvolle autonomie binnen China. In november 2008 riep de dalai lama de Tibetaanse gemeenschap bijeen om te stemmen over de koers voor de toekomst, waarbij na enkele dagen debat gekozen werd voor de gematigde weg. Rigzin zei toen dat de dalai lama niet op de hoogte was van de frustratie onder de Tibetaanse ballingen en dat er moest worden nagedacht over een meer radicalere strijd. In geweld zag hij eveneens geen oplossing.

## Opstand van 2008
Volgens Tsewang Rigzin waren de protesten rond de Dag van de Tibetaanse Opstand van 2008 in Tibet spontaan en niet gepland en werd het niet bijgestaan door de Tibetan People's Uprising Movement die enkele maanden ervoor in januari 2008 zijn hulp en enkele andere ngo's was opgericht.
Niettemin vertelde hij enkele dagen eerder aan de Seattle Times, dat de acties voorafgaand aan de Olympische Zomerspelen in Peking erom te doen waren geweest de Chinese autoriteiten te testen: "We weten hoe de Chinezen de Tibetanen in het verleden hebben behandeld, maar met de spotlight op ze, willen we ze testen en hun ware kleuren (vgl. Vijf rassen binnen één eenheid) te tonen. Daarom leggen we hier druk op." Volgens hem waren Tibetanen vooral geërgerd geweest dat de Fakkeltocht van de Olympische Spelen 2008 ook naar de top van de Mount Everest in Tibet ging.